# Maurice Horgues
Maurice Horgues, né le 8 juillet 1923 à Asnières-sur-Seine et mort le 10 avril 2002 à Paris, est un chansonnier français.

## Biographie
Maurice Horgues exerça ses talents au Théâtre de Dix Heures, au Caveau de la République, aux Deux Ânes, au Théâtre du Coucou, ainsi qu'à la radio (Le Club des Chansonniers, L'Oreille en coin du dimanche matin) et à la télévision (L'Oreille en coin du dimanche après-midi) .
Il est aussi l'auteur de plusieurs pièces de théâtre, dont Le Rubicon joué au théâtre de Boulogne-Billancourt avec Louis Velle, Hélène Duc, André Falcon, Michel Baladi, Chrystel Montagnon et Pascal Perréon. De 1964 à 1968 il anima avec Jean Amadou l'émission Ce soir on égratigne sur la première chaîne de l'ORTF. Il est l'auteur de plus de 600 chansons et monologues dont le célèbre Mec à son volant.
On put le retrouver également en 1986 dans la série télévisée Affaire Suivante, aux côtés de Jean-Pierre Foucault, Jacques Mailhot, Jacques Balutin et Jean Lefebvre. 
De 1987 à 1990 il a aussi fait partie des invités de l'émission culinaire hebdomadaire Quand c'est bon ?… Il n'y a pas meilleur ! diffusée sur FR3 et animée par François Roboth .

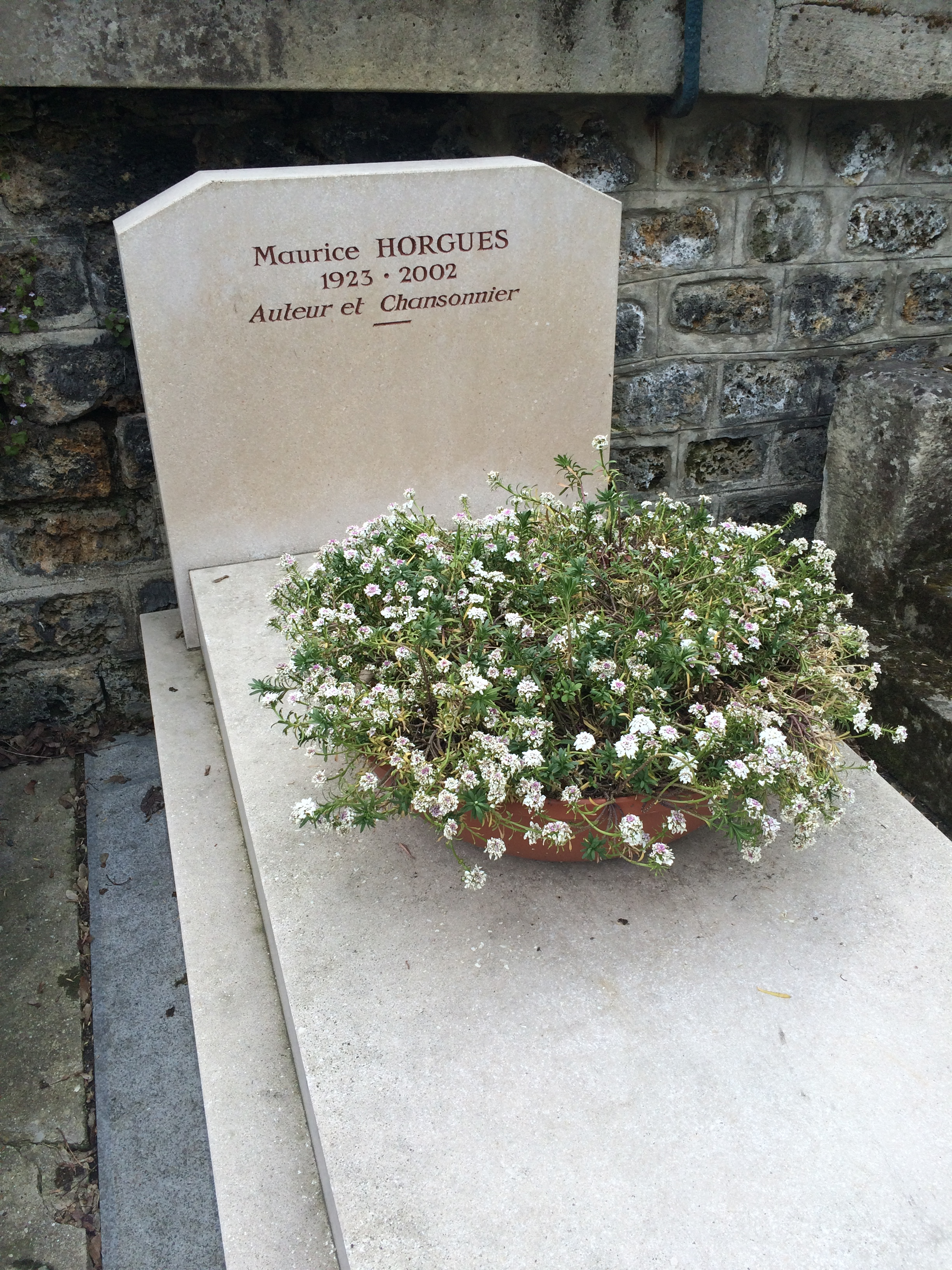
Tombe de Maurice Horgues au cimetière de Montmartre (division 19).

Maurice Horgues est inhumé au cimetière de Montmartre (division 19), à Paris.

## Auteur
- Le Rubicon de Maurice Horgues, mise en scène Daniel Delprat
- 1979 : Un amour exemplaire de Maurice Horgues, mise en scène Jacques Ardouin
- 1992 : Les Chansonniers de Michel Guidoni, Maurice Horgues et Jacques Mailhot
- 1994 : L'Addition de Maurice Horgues, mise en scène Jacques Mauclair